# Chinese Taipei Open 1981
Die Chinese Taipei Open 1981 im Badminton fanden im Januar 1981 statt. Das Mixed wurde nicht ausgespielt. Es war die zweite Auflage dieser internationalen Titelkämpfe von Taiwan im Badminton.

## Titelträger
| Disziplin    | Sieger                       |
| ------------ | ---------------------------- |
| Herreneinzel | Kevin Jolly                  |
| Dameneinzel  | Hwang Sun-ai                 |
| Herrendoppel | Liu Hon-jai Tseng Hsueh-chih |
| Damendoppel  | Nora Perry Jane Webster      |
| Mixed        | nicht ausgetragen            |